# Diego Ollero y Carmona
Diego Ollero y Carmona (Porcuna, 16 de desembre de 1839 - Écija, 22 d'agost de 1907) fou un militar espanyol, acadèmic de la Reial Acadèmia de Ciències Exactes, Físiques i Naturals.

## Biografia
En 1854 ingressà a l'Acadèmia d'Artilleria de Segòvia i en 1875 participà en la Tercera Guerra Carlina. Ocupà diversos càrrecs d'assessorament en artilleria i assolí el grau de general. Després fou professor a l'Acadèmia d'Artilleria de Segòvia, vocal de la Junta Superior Facultativa i director del Museu d'Artilleria de Madrid. Va escriure el primer manual en castellà de càlcul de probabilitats i diversos tractats sobre balística. En 1896 fou escollit acadèmic de la Reial Acadèmia de Ciències Exactes, Físiques i Naturals, en la que va ingressar dos anys més tard amb el discurs "Los progresos de las armas de fuego en su relación con las Ciencias matemáticas".

## Obres
- Balística Experimental, Balística Gráfica y Monografía Balística
- Tratado de cálculo de probabilidades (1879)